# Tyler Booker
Tyler Booker (New Haven, 12 aprile 2004) è un giocatore di football americano statunitense che milita nel ruolo di guardia per i Dallas Cowboys della National Football League (NFL).

## Carriera universitaria
Nella sua prima stagione ad Alabama nel 2022, Booker disputò 12 partite, di cui una come titolare. Nel quarto turno della stagione 2023 fu premiato come offensive lineman della Southeastern Conference (SEC) della settimana per la sua prestazione nella vittoria contro Ole Miss. Chiuse la stagione con 12 presenze come titolare, concedendo solamente due sack e quattro pressioni sul proprio quarterback. Per le prestazioni fu inserito nella seconda formazione ideale della SEC. L'anno seguente fu premiato come All-American e inserito nella formazione ideale della SEC.

## Carriera professionistica

### Dallas Cowboys
Booker fu scelto nel corso del primo giro (12º assoluto) del Draft NFL 2025 dai Dallas Cowboys.